# See No More
«See No More» (en español, «No ver más») es una canción interpretada por el cantante estadounidense Joe Jonas. La canción fue lanzada el 13 de junio de 2011 como el primer sencillo de su álbum de debut, Fastlife. La mayoría de los críticos felicitó a "See No More" como un gran comienzo para una carrera en solitario, y como un primer sencillo fantástico. Joe coescribió la canción con el cantante Chris Brown.
También hay una versión de la misma en vivo con la cantante mexicana Dulce Maria para MTV World Stage 2011.

## Video musical
El vídeo musical oficial de la canción se estrenó el 29 de junio de 2011 en E! News.
En el video Joe aparece en una casa que luego empieza a incendiarse, en otras escenas aparece en una calle solitaria, a la vez aparece una mujer bailando tipo zombi.
El video fue presentado como "Video Exclusivo" en MTV Latinoamérica el miércoles 29 de junio de 2011.
Fue una presentación especial en el Festival de Videos Channel 4 en Londres y recibió una nominación al Grammy como Mejor Debut de Un Hombre Muy Sensual.

## Versiones
Nick Jonas, hermano de Joe, realizó una versión de la canción en Glendale en la inauguración de una tienda de Microsoft tras interpretar "The Edge of Glory" y "Born This Way", de Lady Gaga.

## Posicionamiento
| Listas (2011)              | Posición |
| -------------------------- | -------- |
| Argentina (Radio Disney)   | 1        |
| U.S. (Billboard Hot 100)   | 92       |
| VOX 9 (VOX FM)             | 3        |
| 10 exactas (Exa FM)        | 7        |
| Top 10 (Videos) (Play TCS) | 1        |